# 妙典寺 (松戸市)
妙典寺（みょうてんじ）は、千葉県松戸市にある日蓮宗の寺院。

## 歴史
1594年（文禄3年）、日典によって開山された。日典は直井家の出身であり、寛永年間（1624年 - 1644年）に直井権左衛門の隠居宅を寺院化した。
1729年（享保10年）、江戸幕府第8代将軍徳川吉宗が小金牧で鷹狩をした際に、当寺にて休憩した。
境内には、1825年（文政8年）に造立された松尾芭蕉の句碑がある。また1831年（天保2年）造立の題目塔もある。最近では、1990年（平成2年）に帝国陸軍第1師団歩兵第57連隊関係者によるレイテ島戦役戦没者慰霊のための供養塔も造立された。

## 交通アクセス
- 北小金駅より徒歩10分。